# 板東町
板東町（ばんどうちょう）は、かつて徳島県板野郡にあった町。現在の鳴門市板東地区（萩原・三俣・川崎・津慈・桧・板東）。
ルートヴィヒ・ヴァン・ベートーヴェン作曲「交響曲第9番」の日本初演の地として知られる。

## 沿革
- 1889年（明治22年）10月1日 - 町村制施行に伴い板野郡板東村、萩原村、津慈村、川崎村、桧村、三俣村の区域をもって板東村が成立。
- 1915年（大正4年）11月10日 - 板東村が町制施行し板東町となる。
- 1959年（昭和34年）4月1日 - 堀江町と合併し大麻町が発足。同日板東町廃止。

## 板東町を舞台にした作品
- 映画『バルトの楽園』（2006年、主演：松平健、監督：出目昌伸）

## 出身者
- 板東英二（元中日ドラゴンズ投手、タレント）
- 板東里視（元近鉄バファローズ投手）